# Шампаньи, Наполеон-Мари
Наполеон-Мари Шампаньи (29 октября 1806, Париж — 31 января 1872, Шато-де-Боллю) — французский юрист и политический деятель, брат Франсуа Жозефа Шампаньи.

## Биография
Был третьим сыном Жана Батиста Шампаньи. Окончил Лицей Людовика Великого, в 1830 году получил степень в области права и адвокатскую практику. При Луи-Филиппе несколько раз безуспешно пытался избраться в парламент. К перевороту 1851 года он отнесся сочувственно и, вследствие поддержки правительства, был избран 29 февраля 1852 года в Законодательный корпус от Морбиана, где заседал до 1870 года, всегда отстаивая политику императорского правительства, будучи трижды переизбран. Был также членом Генерального совета Морбиана, в 1867 году — его вице-президентом. В 1857 году активно выступал против «аннексии» Парижем своих пригородов, в 1860 году поддерживал выравнивание налога на имущество в стране. В 1861 году получил Крест Почётного легиона.
Ему принадлежит большое сочинение по административному праву: «Traité de la police municipale, ou de l’autorité des maires, de l’administration et du gouvernement en matières réglementaires» (Париж, 1844—1861). Ему также принадлежит ряд работ по законодательству и сельскому хозяйству.